# Fortaleza Marienberg
La fortaleza Marienberg (en alemán: Festung Marienberg) es una gran fortaleza y construcción emblemática de Wurzburgo, en la región bávara de Franconia (sur de Alemania). Erigida a orillas del río Meno (en el lado opuesto al de la ciudad) sobre un monte céntrico de la comarca, a una altitud de 266 metros, su imponente silueta ha sido símbolo de esta región histórica y servido de hogar de los príncipes-obispos de Baviera durante más de cinco siglos, habiendo sido previamente un importante punto de referencia militar, comercial y religioso desde la Antigüedad.
La mayor parte de los edificios que conforman este castillo fortificado fueron construidos al estilo renacentista y más tarde al estilo barroco entre los siglos XVI y XVIII. Después de que Gustavo II Adolfo de Suecia conquistara la región en 1631 en el marco de la guerra de los Treinta Años, fue reformado como una residencia barroca. Más tarde, cuando dejó de servir de residencia de los obispos de Wurzburgo, la fortaleza se vio implicada en la mayoría de conflictos bélicos de los siglos XVIII y XIX, y fue gravemente dañada hacia finales de la Segunda Guerra Mundial. Restaurada por completo a finales de los años 1980, actualmente alberga dos museos históricos.

## Descripción

### Prehistoria y Alta Edad Media
El lugar donde se encuentra la fortaleza es una elevación de tierra conocida como sitio estratégico tanto para la guerra como para el comercio desde ca. 1000 a. C., cuando miembros de la cultura de los campos de urnas levantaron en el lugar un castillo refugio (Fliehburg). Según evidencias arqueológicas, alrededor de 500 a. C., los celtas de la cultura de Hallstatt, quienes mantenían contactos comerciales con el Antiguo Egipto, utilizaban esta ubicación como extremo norte de la red de rutas del vino.
A partir de 100 d. C., el control del territorio cambió de manos en múltiples ocasiones entre las distintas tribus de la región (suevos, marcomanos, alamanes, burgundios, etc.), hasta que en el siglo VI fue conquistada por los francos. Bajo la dinastía merovingia, Wurzburgo se convirtió en sede ocasional de los duques de Marienberg-Turingia, cuya corte se hallaba al otro lado del río (lugar donde radica el casco antiguo y la mayor parte de la actual Wurzburgo). En la Cosmografía de Rávena, un texto compilado en el siglo VII, se menciona una fortificación encima de «un monte» en la zona de Uburzi – nombre del poblado celta que tras su cristianización pasaría a llamarse Virteburch, y de ahí Würzburg.
La cristianización de Franconia tuvo lugar hacia finales del siglo VII de la mano del Quiliano de Herbipoli (evangelizador irlandés conocido como San Kilian). A principios del siglo VIII, Heden II, duque de Turingia —de los ducados raíz (Stammesherzogtum) de la Franconia merovingia—, erigió sobre el monte una capilla dedicada a la Virgen María y una fortificación primitiva (constituida de terraplenes y casas de madera y barro). Hallazgos arqueológicos sugieren que la capilla se construyó sobre las ruinas de un sitio de culto pagano dedicado a cierta diosa madre, probablemente Nerthus o Freya. Tanto la capilla como las iglesias que la siguieron se dedicarían a la figura de María, madre de Jesús, origen del nombre del monte y de la fortaleza – Marienberg (‘monte de María’). De hecho, se cree que fue el primer templo de culto cristiano construido en piedra (estructura permanente) al norte de los Alpes (territorios antaño no controlados por Roma, al este del Rin y más allá de la marca germánica).
La capilla de Marienberg cobró importancia tras la llegada en 719 de Bonifacio de Maguncia (apodado San Bonifacio), el gran reorganizador de los obispados de la Alemania Central y Meridional. Este, tras percatarse de las numerosas faltas en la vida religiosa y organizativa de la región (a falta de un duque y con el clero local hasta practicando algunas costumbres paganas), elevó la posición de la capilla del monte a la de una iglesia —la Iglesia de Santa María—. Después de más de dos décadas de actividades por toda la región, Bonifacio estableció en 741 el histórico obispado de Wurzburgo (en alemán: Bistum Würzburg; en latín: Dioecesis Herbipolensis), nombrando a Burcardo de Wurzburgo (San Burcardo) como primer obispo de Wurzburgo y elevando la categoría de la iglesia de Santa María a la de una catedral (Mariendom), convirtiéndose con ello en la sede episcopal de la diócesis. Es cuando Marienberg alcanza su máxima importancia como referencia religiosa.
A lo largo de las próximas décadas, la ciudad de Wurzburgo al otro lado del río iba creciendo a un ritmo acelerado, dejando a Marienberg algo apartada del centro de las actividades. Tanto fue así, que en 788 la iglesia de Santa María perdió su condición de catedral y sede episcopal a favor de la catedral de Wurzburgo, cuya construcción se había completado ese año. Los huesos de San Kilian y de sus ayudantes —San Colman y San Totnan— se reubicaron de la iglesia de Santa María a la recién inaugurada catedral, que recibió por ende el nombre de Catedral de San Kilian.

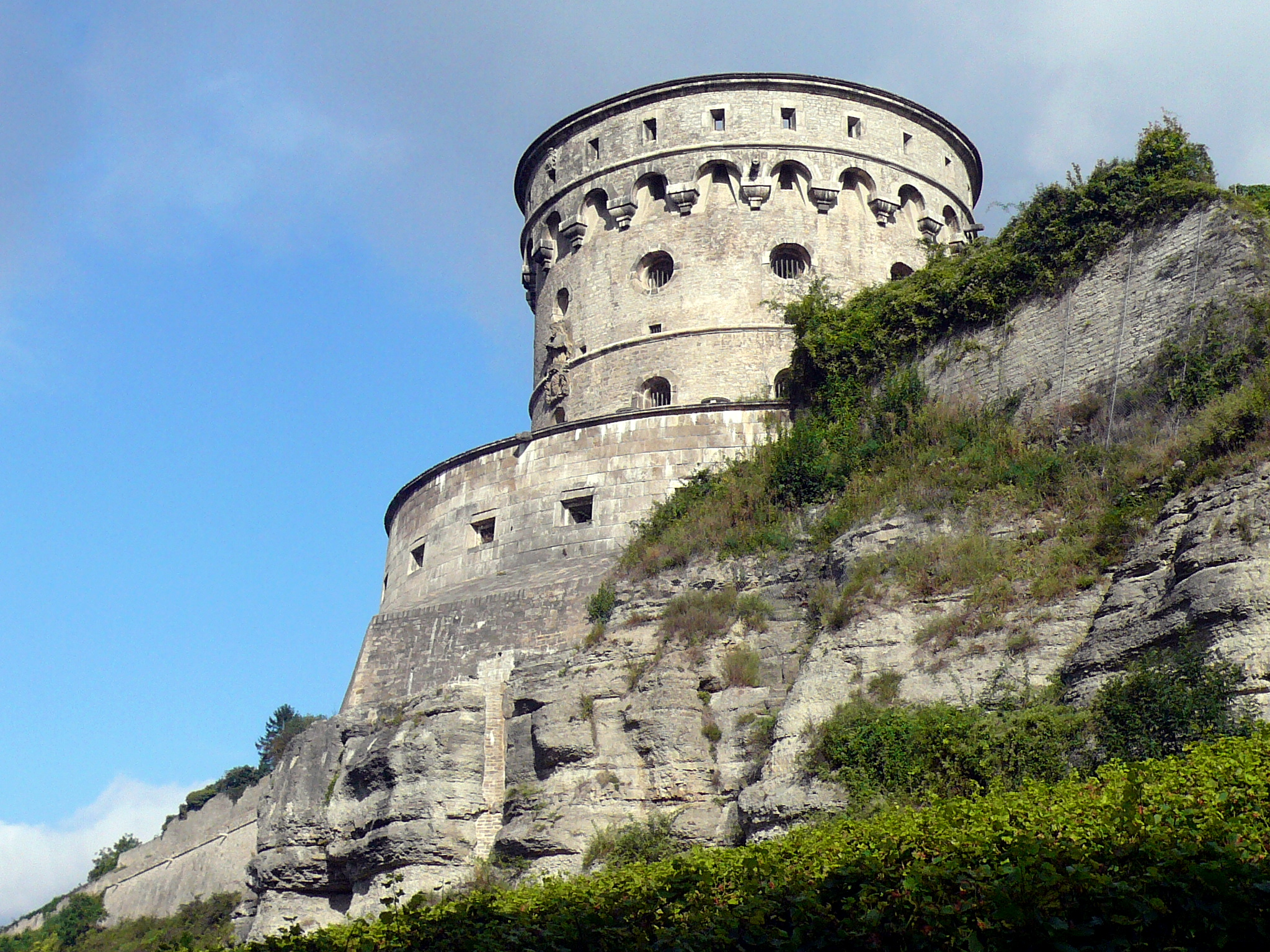
Un matacán de Marienberg en forma de una torre defensiva, a media altura del monte.

En 1168, en el marco del Sacro Imperio Romano Germánico, el obispado de Wurzburgo se convirtió en el principado episcopal de Wurzburgo (Hochstift Würzburg), y el obispo de la diócesis en príncipe del Sacro Imperio (Reichsfürst), junto con otras regiones bávaras con historia similar, como los principados episcopales de Bamberg o de Ratisbona. Sorprendentemente, no existe mención escrita durante estas décadas de una fortificación en Marienberg, hasta el siglo XIII, cuando los príncipes-obispos trasladaron su residencia al monte. Primero lo hizo Conrado de Querfurt, el polémico canciller de Enrique VI, quien fue nombrado obispo de Wurzburgo estando batallando en Tierra Santa en la cruzada de 1197, en contra de la voluntad del papa. Poco después de acomodarse en Marienberg, Querfurt fue asesinado. Bajo los obispos de Santa María (príncipes de Wurzburgo-Marienberg) de la casa de Lobdeburg (señores de Auhausen), la iglesia se convirtió en la capilla de la corte de la sede.

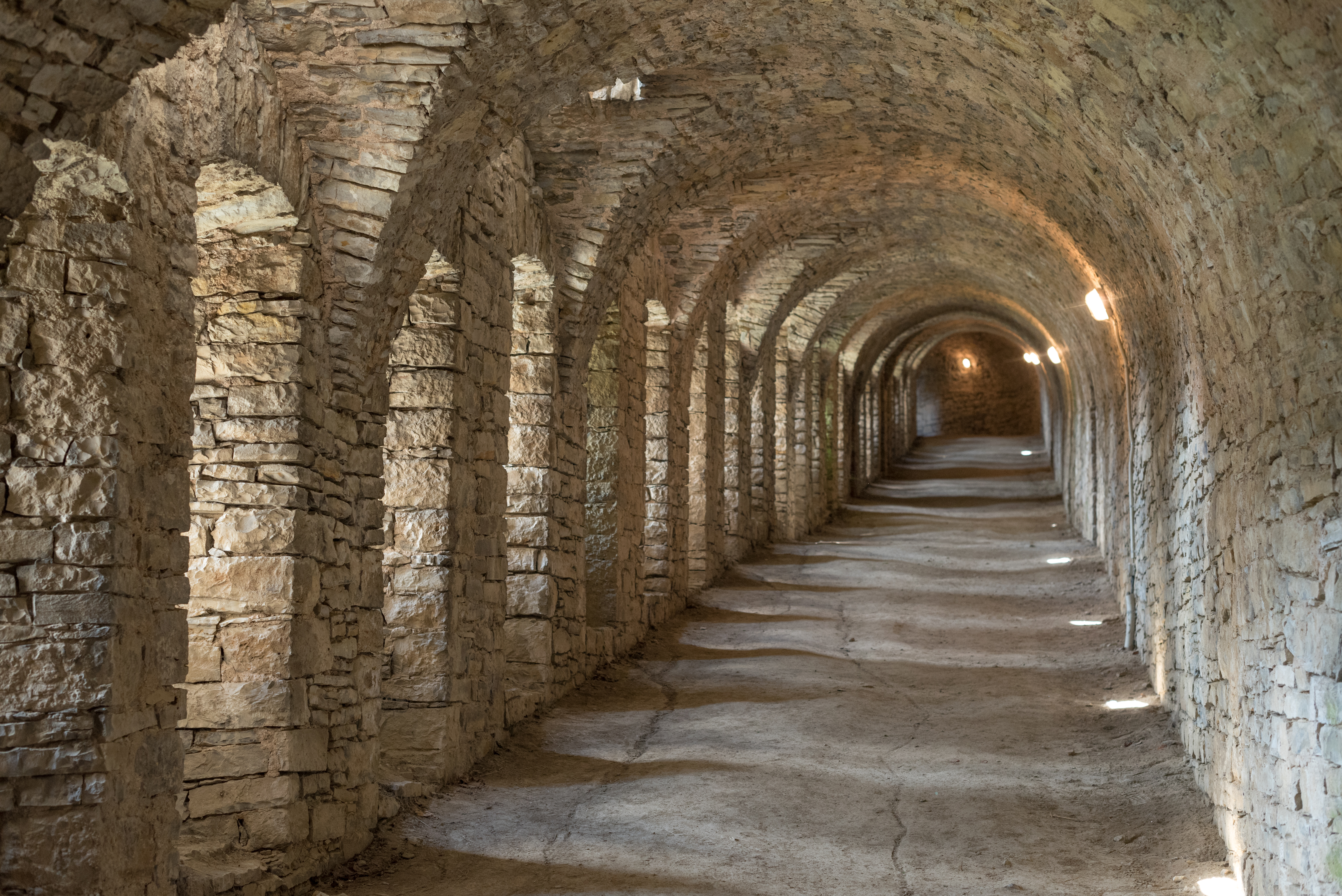
La casamata medieval

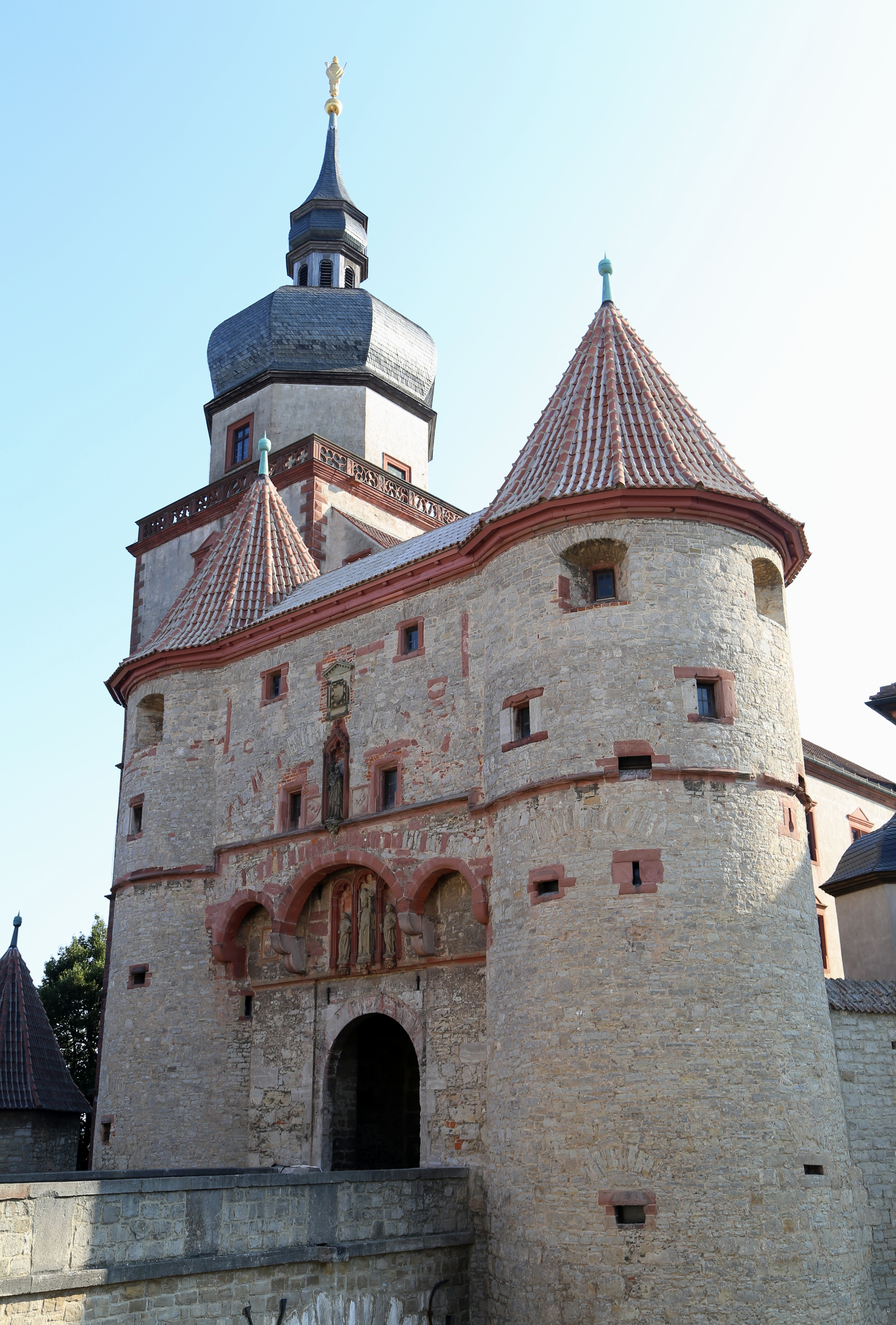
Scherenbergtor y la torre de San Kilian

Aunque ya en 1242, bajo Germán I de Lobdeburg, Marienberg se usaba de facto como residencia oficial de los príncipes-obispos (es cuando se construyen el primer palas y la torre del homenaje), no sería hasta 1253, aún con Germán I como obispo, cuando la fortaleza se convertiría en su residencia permanente, principalmente debido a las tensiones cada vez mayores entre la nobleza (y por tanto el obispado) y los patricios y ciudadanos de Wurzburgo, quienes apoyaban directamente al emperador (defendiendo así el concepto de ciudad imperial libre).                                                                                    

### Plena y Baja Edad Media
En 1308, se produjeron tumultos originados en la ciudad de Wurzburgo, que resultaron en importantes daños materiales a la fortaleza. Los ciudadanos de Wurzburgo fueron obligados a costear las reparaciones de la estructura durante la renovación del complejo en los siguientes meses, que incluía además una ampliación del recinto. Bajo Otón II de Wolfskeel, el complejo fue reforzado con un anillo de fortificaciones adicional debido a las tensiones cada vez más elevadas con las autoridades wurzburguesas. En 1373, los patricios de Wurzburgo (Burgherren) atacaron Marienberg con catapultas, y la fortaleza respondió con armas de pólvora negra, siendo el primer uso documentado de munición de pólvora en Franconia.
En esta época, la provisión de agua al monte, cuyos depósitos habían sido alimentados por el manantial en Höchberg, ya no alcanzaba para satisfacer la demanda, por lo que se tuvo que cavar un pozo de más de cien metros de profundidad dentro de la fortaleza para lograr una fuente propia de agua potable.
Aunque durante la primera mitad del siglo XV, el declive de los principados episcopales acarreó un cese temporal en las construcciones y mejoras de las defensas, a partir de 1466, bajo Rudolf von Scherenberg (famoso por su monumento funerario en la catedral de San Kilian), se construyeron más fortificaciones, puertas (incluida la que lleva su nombre), torres y edificios exteriores. El propósito de estas defensas y la necesidad de contar con una guarnición en el lugar radicaban en los «enemigos de casa», es decir, los ciudadanos de Wurzburgo, más que los enemigos de fuera. En 1495, el príncipe-obispo Lorenz von Bibra mandó reconstruir la fortaleza como residencia renacentista, añadiendo en el proceso algunas nuevas defensas.
En 1525, durante la guerra de los campesinos, la fortaleza resistió con éxito el asedio de los campesinos liderados por Götz von Berlichingen (apodado «Mano de Hierro»). En mayo de ese año, una tropa campesina de unos 15 000 hombres rodeó la fortificación, pero no pudo penetrar sus murallas exteriores. Para entonces, el príncipe-obispo gobernante había huido, dejando la defensa del lugar en manos de Sebastian von Rotenhan, apoyado por el margrave de Brandeburgo-Ansbach, Federico I. A principios de junio, el patricio Florian Geyer, quien lideraba a los campesinos, dejó el campamento rumbo a Rothenburg ob der Tauber con el propósito de prestar los cañones pesados necesarios para intentar abrir una brecha en las murallas. El ejército campesino que acampaba alrededor de la fortaleza, carente de experiencia y temporalmente sin líder, se dejó flanquear por las tropas profesionales de la Liga de Suabia, al servicio de los príncipes-obispos. En la batalla que siguió cayeron más de 8000 campesinos, frente a pocas decenas de las tropas episcopales. Tras el retorno del obispo huido a la fortaleza, este tomó medidas severas contra los líderes campesinos y los que les apoyaron. Quizá el más famoso de los capturados fue el célebre escultor Tilman Riemenschneider, encarcelado en la fortaleza y torturado junto a otros miembros del consejo de la ciudad de Wurzburgo.

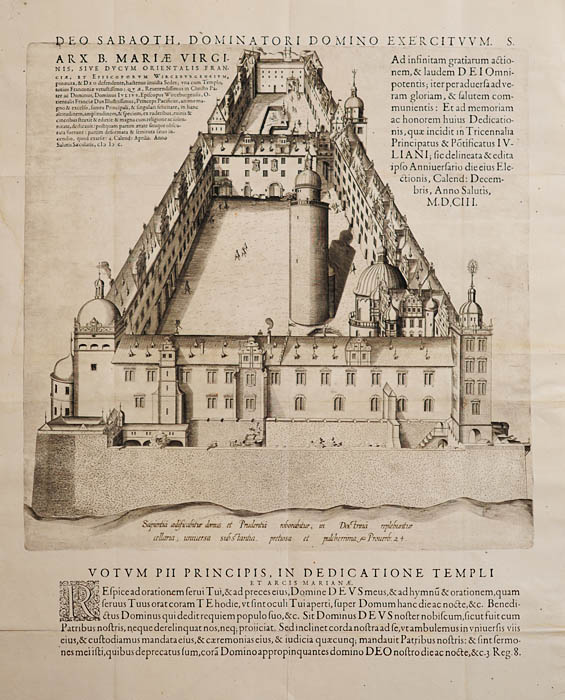
Plan de la fortaleza de 1603

### Edad Moderna
En 1572, un incendio causó daños importantes al castillo medieval. El año siguiente, Julius Echter von Mespelbrunn tomó posesión como príncipe-obispo, e inmediatamente después comenzó con la reconstrucción de la fortaleza, aumentando su superficie. Es cuando se concluye la transformación del complejo en una residencia renacentista. En 1600, otro incendio dejó quemada el ala norte del edificio principal y algunas de las torres adyacentes. Durante su restauración en 1607, fue reconstruido como palacio rectangular de cuatro alas y con cuatro torres esquineras, de acuerdo con la moda de la época (aunque nunca se completó del todo). También se restauró la capilla y se incorporó un edificio nuevo.
En 1631, durante la guerra de los Treinta Años, tropas suecas bajo el mando del rey Gustavo II Adolfo se hicieron con la fortaleza tras varias jornadas de intensos combates. Los soldados suecos saquearon la fortaleza, y la mayor parte de la entonces famosa librería de Marienberg fue llevada a Upsala (hoy forma parte de la biblioteca de la Universidad de Upsala). Los suecos se quedaron en la fortaleza hasta 1635, año en que concluyó la intervención sueca en la guerra. Ese año, Bernardo de Sajonia-Weimar, de los líderes militares del bando católico en la guerra, se convirtió en duque de Franconia, haciendo posible el retorno a Wurzburgo del nuevo príncipe-obispo, Franz von Hatzfeld.

#### sigloXX
Hacia finales de la Segunda Guerra Mundial, el edificio de la residencia episcopal, llamado Echterbastei, se convirtió primero en un punto de tratamiento de heridos y luego en depósito de tesoros culturales (muchos de ellos robados por los nazis). El 16 de marzo de 1945, se produjo el bombardeo de Wurzburgo por aviones de la Real Fuerza Aérea, causando importantes destrozos, sobre todo debido a los incendios provocados por las bombas incendiarias. La reconstrucción completa del ahora monumento se llevó a cabo entre 1950 y 1990, con el grueso de las obras realizadas en los años 1980.